# Dixie (canção)
"Dixie", também conhecida como "I Wish I Was in Dixie" (em português: "Eu Queria Estar em Dixie"), "Dixie's Land" ("Terra de Dixie"), entre outros nomes, é uma popular música nos Estados Unidos. É um dos produtos musicais mais distintivamente americanos do século XIX. Dixie é uma região composta de vários estados do sul dos Estados Unidos.
Muitos creditam Daniel Decatur Emmett como o compositor da música. Porém, mesmo quando Emmett esteve vivo, várias outras pessoas reivindicaram a autoria da música. Complicando a situação são os confusos registros escritos de Emmett e sua demora em exigir direitos autoriais da canção. A última reivindicação pela autoria da música vem da família Snowden, do Condado de Knox, Ohio, que pode ter colaborado com Emmett na composição da música.
Dixie foi criada durante a década de 1850, e rapidamente tornou-se famosa nos Estados Unidos. Durante a Guerra Civil Americana, Dixie foi adotado como o hino nacional dos Estados Confederados da América. Desde o advento dos Movimentos dos Direitos Civis americano, muitos passaram a considerar a letra da música com a iconografia e ideologia do antigo sul dos Estados Unidos. Para muitos, a canção Dixie é vista como algo ofensivo, e o ato de cantar-la é percebido como um ato de simpatia ao conceito de escravidão e a antiga Confederação. Os entusiastas da música, por outro lado, veem a música como um aspecto legítimo da cultura e legado histórico do sul.[carece de fontes?]
Dixie foi uma das músicas que serviram de base para An American Trilogy, uma das principais canções populares do século XX. Foi adaptada por Mickey Newbury e interpretada por Elvis Presley na década de 1970.

## Letra
O, I wish I was in the land of cotton Old times there are not forgotten Look away! Look away! Look away! Dixie Land. In Dixie Land where I was born in Early on one frosty mornin' Look away! Look away! Look away! Dixie Land. O, I wish I was in Dixie! Hooray! Hooray! In Dixie Land I'll take my stand To live and die in Dixie Away, away, Away down south in Dixie! Old Missus marry Will, the weaver, William was a gay deceiver Look away! Look away! Look away! Dixie Land. But when he put his arm around her He smiled as fierce as a forty pounder Look away! Look away! Look away! Dixie Land. O, I wish I was in Dixie! Hooray! Hooray! In Dixie Land I'll take my stand To live and die in Dixie Away, away, Away down south in Dixie! His face was sharp as a butcher's cleaver But that did not seem to grieve her Look away! Look away! Look away! Dixie Land. Old Missus acted the foolish part And died for a man that broke her heart Look away! Look away! Look away! Dixie Land. O, I wish I was in Dixie! Hooray! Hooray! In Dixie Land I'll take my stand To live and die in Dixie Away, away, Away down south in Dixie!